# Julius Spielmann
Julius Spielmann (5. března 1872 Vídeň – 13. ledna 1925 Innsbruck) byl rakouský sociálně demokratický politik, na počátku 20. století poslanec Říšské rady.

## Biografie
Byl synem soukromého úředníka. Vychodil národní a měšťanskou školu. Vyučil se knihtiskařem ve Vídni. Už tehdy se seznámil se socialistickými myšlenkami. Byl aktivní v Sociálně demokratické straně Rakouska. Od roku 1892 pracoval v tiskárně firmy Wimmer v Linci. Později po jistou dobu pracoval v Bad Ischlu. Roku 1896 se vrátil do Lince a nastoupil do tiskárny firmy Kollnhofer. Od roku 1897 byl redaktorem a sazečem nového sociálně demokratického listu Wahrheit!, který se stal jedním z nejvlivnějších stranických periodik. V roce 1910 založil stranický tiskový podnik Druckerei Gutenberg. V letech 1905–1911 zasedal v obecní radě v Linci.
Na počátku 20. století se zapojil i do celostátní politiky. Ve volbách do Říšské rady roku 1907, konaných poprvé podle všeobecného a rovného volebního práva, získal mandát v Říšské radě (celostátní zákonodárný sbor) za obvod Horní Rakousy 1. Profesně byl k roku 1907 uváděn jako redaktor. Byl členem poslaneckého klubu Klub německých sociálních demokratů. Ve volbách do Říšské rady roku 1911 kvůli vnitrostranickým sporům nekandidoval.
Roku 1911 se přestěhoval do Innsbrucku, kde byl redaktorem novin Volks-Zeitung a ředitelem okresní nemocenské pokladny. Za světové války se stal tajemníkem tohoto ústavu. Později pracoval jako korektor v tiskárně v Innsbrucku a od roku 1923 opět jako redaktor Volks-Zeitung. Po roce 1918 zasedal v innsbrucké obecní radě.